# 國立中興大學應用經濟學系
國立中興大學應用經濟學系，隸屬於國立中興大學農業暨自然資源學院，成立於1947年，前身為「農業經濟學系」，1957年成立該領域全國第一個碩士班，1976年又成立博士班。農經學系與農經研究所復於民國80學年度（1991年）合併。並於90學年度（2001年）成立農業經濟碩士在職專班，自91學年度（2002年8月）起，正式更名為「應用經濟學系」(包含碩士在職專班)，於103學年度（2014年）協助中興大學農資學院成立跨院及跨系所之「農業經濟與行銷碩士學位學程」。

## 歷史
- 1947年，臺灣省立農學院成立農業經濟學系。
- 1957年，成立農業經濟研究所碩士班。
- 1961年，臺灣省立農學院（臺中）與臺灣省立法商學院（臺北），合併成為臺灣省立中興大學。
- 1971年，改隸教育部，更名為國立中興大學。
- 1976年，成立農業經濟研究所博士班。
- 1991年，農經學系與農經研究所於民國80學年度合併系所合併。
- 2001年，成立農業經濟碩士在職專班。
- 2002年，更名為應用經濟學系
- 2014年，與農資學院成立跨系所農業經濟與行銷碩士學位學程。

## 系友
應用經濟學系系友眾多，如下所示：
- 余玉賢 - 行政院農業委員會主任委員，台灣省政府農林廳長，國立嘉義農業專科學校校長
- 吳明敏 - 曾任立法委員、台灣智庫執行委員、台灣農業產學聯盟理事長、台灣銀行常務董事
- 高希均 - 天下文化、遠見雜誌、30雜誌創辦人、國立台灣大學商學研究所講座教授、國立中央大學榮譽教授
- 彭作奎 - 行政院農業委員會主任委員、中興大學校長、環球技術學院校長、亞洲大學講座教授、中州技術學院校長
- 陳武雄 - 行政院農業委員會主任委員、國立台灣大學農業經濟系兼任副教授
- 顏博明 - 大統營公司董事長
- 陳美源 - 國立中興大學財務金融系教授[2]
- 萬鍾汶 - 國立中興大學應用經濟系教授、國立中興大學校友中心主任、校友總會秘書長[3]
- 施能仁 - 中州技術學院校長
- 林英祥 - 明尼蘇達大學教授、美國林氏諮詢公司總裁
- 陳石明 -
- 林萬年 -

## 外部連結
- 國立中興大學
- 國立中興大學農業暨資然資源學院（页面存档备份，存于）
- 中興大學-應用經濟系（页面存档备份，存于）